# Arene fricki
Arene fricki är en snäckart som beskrevs av Joseph Charles Hippolyte Crosse 1865. Arene fricki ingår i släktet Arene och familjen turbinsnäckor. Inga underarter finns listade i Catalogue of Life.